# Bröllop, begravning och dop
Bröllop, begravning och dop är en svensk dramaserie från 2019. Serien är regisserad av Colin Nutley, som även skrivit manus tillsammans med Helena Bergström. Den har produceras av Sweetwater Production i samproduktion med Film i Väst, TV4 och C More.
Seriens första säsong hade premiär på C More den 4 februari 2019 och bestod av fyra avsnitt. Säsong 2 hade premiär den 14 september 2020 på C More och den 27 september samma år på TV4. Serien fick 2021 en uppföljare med Bröllop, begravning och dop – Filmen.
Serien blev nominerad till två Kristallen, en för Bästa kvinnliga huvudroll och en för Årets TV-drama, men vann dock inget pris.

## Handling
Två ganska olika familjer flätas samman när Meja (Molly Nutley) och Sunny (Angelika Prick) väljer att gifta sig på den svenska landsbygden.

## Rollista (i urval)
| - Helena Bergström – Grace - Maria Lundqvist – Michelle - Johan H:son Kjellgren – Carl-Axel - Philip Zandén – Samuel - Molly Nutley – Meja - Angelika Prick – Sunny | - Marie Göranzon – Louise - Jan Malmsjö – Rolf - Andreas T. Olsson – Valentin - Alexander Karim – Schiff - Peter Harryson – Conny - Jonathan Fredriksson – Damien |